# 小行星3022
小行星3022（3022 Dobermann）是一颗围绕太阳公转的小行星。1980年9月16日，茲丹卡·瓦弗洛娃在克萊季发现了此天体。
該小行星以德國動物學家和業餘天文學家卡爾·弗里德里希·路易斯·多伯曼命名。
这颗小行星的绝对星等为247.29646等。